# Campionati del mondo di atletica leggera 2019 - 100 metri piani femminili
La specialità dei 100 metri piani femminili dei campionati del mondo di atletica leggera 2019 si è svolta tra il 28 e il 29 settembre allo Stadio Internazionale Khalifa di Doha, in Qatar.

## Podio
| Pos.    | Atleta                  | Nazionalità    | Tempo |
| ------- | ----------------------- | -------------- | ----- |
| Oro     | Shelly-Ann Fraser-Pryce | Giamaica       | 10"71 |
| Argento | Dina Asher-Smith        | Gran Bretagna  | 10"83 |
| Bronzo  | Marie-Josée Ta Lou      | Costa d'Avorio | 10"90 |

## Situazione pre-gara

### Record
Prima di questa competizione, il record del mondo (RM) e il record dei campionati (RC) erano i seguenti.
| Record                | Prestazione | Atleta                               | Data                                     | Competizione  |
| --------------------- | ----------- | ------------------------------------ | ---------------------------------------- | ------------- |
| Record mondiale       | 10"49       | Florence Griffith-Joyner Stati Uniti | 16 luglio 1988 Indianapolis, Stati Uniti |               |
| Record dei campionati | 10"70       | Marion Jones Stati Uniti             | 28 agosto 1999 Siviglia, Spagna          | Mondiali 1999 |

### Campioni in carica
I campioni in carica a livello mondiale e olimpico erano:
| Campione | Atleta                   | Prestazione | Data                                   | Competizione         |
| -------- | ------------------------ | ----------- | -------------------------------------- | -------------------- |
| Olimpico | Elaine Thompson Giamaica | 10"71       | 13 agosto 2016 Rio de Janeiro, Brasile | Giochi olimpici 2016 |
| Mondiale | Tori Bowie Stati Uniti   | 10"85       | 6 agosto 2017 Londra, Gran Bretagna    | Mondiali 2017        |

### La stagione
Prima di questa gara, gli atleti con le migliori tre prestazioni dell'anno erano:
| Pos. | Atleta                           | Prestazione | Data                                         |
| ---- | -------------------------------- | ----------- | -------------------------------------------- |
| 1    | Elaine Thompson Giamaica         | 10"73       | 21 giugno 2019 Kingston, Giamaica            |
| 1    | Shelly-Ann Fraser-Pryce Giamaica | 10"73       | 21 giugno 2019 Kingston, Giamaica            |
| 3    | Sha'Carri Richardson Stati Uniti | 10"75       | 08 giugno 2019 Austin, Stati Uniti d'America |

## Risultati

### Batterie
Le batterie si sono corse a partire dalle 16:30 del 28 settembre. Le prime tre di ogni serie (Q) e i sei tempi migliori tra le escluse (q) si qualificano alle semifinali.
| Pos. | Batteria | Nome                    | Nazionalità                   | Tempo | Note             |
| ---- | -------- | ----------------------- | ----------------------------- | ----- | ---------------- |
| 1    | 1        | Shelly-Ann Fraser-Pryce | Giamaica                      | 10"80 | Q                |
| 2    | 2        | Marie-Josée Ta Lou      | Costa d'Avorio                | 10"85 | Q                |
| 3    | 4        | Dina Asher-Smith        | Gran Bretagna                 | 10"96 | Q                |
| 4    | 1        | Murielle Ahouré         | Costa d'Avorio                | 11"05 | Q                |
| 5    | 2        | Daryll Neita            | Gran Bretagna                 | 11"12 | Q                |
| 6    | 3        | Elaine Thompson         | Giamaica                      | 11"14 | Q                |
| 7    | 5        | Mujinga Kambundji       | Svizzera                      | 11"17 | Q                |
| 8    | 6        | Dafne Schippers         | Paesi Bassi                   | 11"17 | Q                |
| 9    | 5        | Liang Xiaojing          | Cina                          | 11"18 | Q                |
| 10   | 2        | Tatjana Pinto           | Germania                      | 11"19 | Q                |
| 11   | 4        | English Gardner         | Stati Uniti                   | 11"20 | Q                |
| 12   | 6        | Teahna Daniels          | Stati Uniti                   | 11"20 | Q                |
| 13   | 4        | Jonielle Smith          | Giamaica                      | 11"20 | Q                |
| 14   | 3        | Kelly-Ann Baptiste      | Trinidad e Tobago             | 11"21 | Q                |
| 15   | 3        | Morolake Akinosun       | Stati Uniti                   | 11"23 | Q                |
| 16   | 4        | Tynia Gaither           | Bahamas                       | 11"24 | q                |
| 17   | 6        | Gina Bass               | Gambia                        | 11"25 | Q                |
| 18   | 2        | Wei Yongli              | Cina                          | 11"28 | q                |
| 19   | 3        | Ge Manqi                | Cina                          | 11"28 | q                |
| 20   | 1        | Gina Lückenkemper       | Germania                      | 11"29 | Q                |
| 21   | 1        | Ewa Swoboda             | Polonia                       | 11"29 | q                |
| 22   | 5        | Tori Bowie              | Stati Uniti                   | 11"30 | Q                |
| 23   | 2        | Crystal Emmanuel        | Canada                        | 11"30 | q                |
| 24   | 6        | Imani Lansiquot         | Gran Bretagna                 | 11"31 | q                |
| 25   | 4        | Maja Mihalinec          | Slovenia                      | 11"32 |                  |
| 26   | 6        | Rosângela Santos        | Brasile                       | 11"32 |                  |
| 27   | 3        | Orlann Ombissa-Dzangue  | Francia                       | 11"34 |                  |
| 28   | 3        | Asha Philip             | Gran Bretagna                 | 11"35 |                  |
| 29   | 6        | Ajla Del Ponte          | Svizzera                      | 11"36 |                  |
| 30   | 1        | Diana Vaisman           | Israele                       | 11"39 |                  |
| 31   | 6        | Olga Safronova          | Kazakistan                    | 11"40 |                  |
| 32   | 5        | Ángela Tenorio          | Ecuador                       | 11"40 |                  |
| 33   | 5        | Vitória Cristina Rosa   | Brasile                       | 11"41 |                  |
| 34   | 1        | Tebogo Mamathu          | Sudafrica                     | 11"42 |                  |
| 35   | 2        | Marije van Hunenstijn   | Paesi Bassi                   | 11"48 |                  |
| 36   | 4        | Salomé Kora             | Svizzera                      | 11"48 |                  |
| 37   | 3        | Dutee Chand             | India                         | 11"48 |                  |
| 38   | 4        | Lorène Bazolo           | Portogallo                    | 11"51 |                  |
| 39   | 5        | Zoe Hobbs               | Nuova Zelanda                 | 11"58 |                  |
| 40   | 5        | Hellen Makumba          | Zambia                        | 11"73 |                  |
| 41   | 2        | Inna Eftimova           | Bulgaria                      | 11"79 |                  |
| 42   | 1        | Andrea Purica           | Venezuela                     | 11"96 |                  |
| 43   | 6        | Loi Im Lan              | Macao                         | 12"10 |                  |
| 44   | 2        | Gorete Semedo           | São Tomé e Príncipe           | 12"17 |                  |
| 45   | 4        | Charlotte Afriat        | Monaco                        | 12"67 |                  |
| 46   | 1        | Sarswati Chaudhary      | Nepal                         | 12"72 | Record nazionale |
| 47   | 3        | Zarinae Sapong          | Isole Marianne Settentrionali | 13"14 |                  |

### Semifinali
Le semifinali si sono corse a partire dalle 21:20 del 29 settembre. Le prime due di ogni serie (Q) e i due tempi migliori tra le escluse (q) si qualificano alla finale.
| Pos. | Batteria | Nome                    | Nazionalità       | Tempo | Note                                     |
| ---- | -------- | ----------------------- | ----------------- | ----- | ---------------------------------------- |
| 1    | 3        | Shelly-Ann Fraser-Pryce | Giamaica          | 10"81 | Q                                        |
| 2    | 2        | Dina Asher-Smith        | Gran Bretagna     | 10"87 | Q                                        |
| 3    | 1        | Marie-Josée Ta Lou      | Costa d'Avorio    | 10"87 | Q                                        |
| 4    | 1        | Elaine Thompson         | Giamaica          | 11"00 | Q                                        |
| 5    | 3        | Murielle Ahouré         | Costa d'Avorio    | 11"05 | Q                                        |
| 6    | 2        | Jonielle Smith          | Giamaica          | 11"06 | Q                                        |
| 7    | 3        | Dafne Schippers         | Paesi Bassi       | 11"07 | q                                        |
| 8    | 1        | Teahna Daniels          | Stati Uniti       | 11"10 | q                                        |
| 9    | 2        | Mujinga Kambundji       | Svizzera          | 11"10 |                                          |
| 10   | 2        | Morolake Akinosun       | Stati Uniti       | 11"17 | Miglior prestazione personale stagionale |
| 11   | 1        | Daryll Neita            | Gran Bretagna     | 11"18 |                                          |
| 12   | 3        | Kelly-Ann Baptiste      | Trinidad e Tobago | 11"19 |                                          |
| 13   | 1        | Tynia Gaither           | Bahamas           | 11"20 |                                          |
| 13   | 2        | Liang Xiaojing          | Cina              | 11"20 |                                          |
| 15   | 1        | Gina Bass               | Gambia            | 11"24 |                                          |
| 16   | 2        | Ewa Swoboda             | Polonia           | 11"27 |                                          |
| 17   | 1        | Wei Yongli              | Cina              | 11"28 |                                          |
| 18   | 3        | Tatjana Pinto           | Germania          | 11"29 |                                          |
| 19   | 2        | Crystal Emmanuel        | Canada            | 11"29 |                                          |
| 20   | 1        | Gina Lückenkemper       | Germania          | 11"30 |                                          |
| 21   | 3        | Ge Manqi                | Cina              | 11"31 |                                          |
| 22   | 3        | Imani Lansiquot         | Gran Bretagna     | 11"35 |                                          |
|      | 2        | English Gardner         | Stati Uniti       | dnf   |                                          |
|      | 3        | Tori Bowie              | Stati Uniti       | dns   |                                          |

### Finale
La finale si è corsa alle 23:20 del 29 settembre.
| Pos. | Corsia | Nome                    | Nazionalità    | Tempo | Note                                     |
| ---- | ------ | ----------------------- | -------------- | ----- | ---------------------------------------- |
|      | 6      | Shelly-Ann Fraser-Pryce | Giamaica       | 10"71 | Miglior prestazione mondiale stagionale  |
|      | 7      | Dina Asher-Smith        | Gran Bretagna  | 10"83 | Record nazionale                         |
|      | 4      | Marie-Josée Ta Lou      | Costa d'Avorio | 10"90 |                                          |
| 4    | 5      | Elaine Thompson         | Giamaica       | 10"93 |                                          |
| 5    | 8      | Murielle Ahouré         | Costa d'Avorio | 11"02 | Miglior prestazione personale stagionale |
| 6    | 9      | Jonielle Smith          | Giamaica       | 11"06 |                                          |
| 7    | 3      | Teahna Daniels          | Stati Uniti    | 11"19 |                                          |
| 8    | 2      | Dafne Schippers         | Paesi Bassi    | dns   |                                          |